# دونالد بلاك
دونالد بلاك (بالإنجليزية: Donald Black)‏ هو عالم اجتماع أمريكي، ولد في 1941.

## وصلات خارجية
- دونالد بلاك على موقع ميوزك برينز (الإنجليزية)
- دونالد بلاك على موقع ديسكوغز (الإنجليزية)